# Ruby Aldridge
Ruby Rose Aldridge (Los Ángeles, California, 26 de agosto de 1991) es una modelo y cantante estadounidense. Durante los años 2008-2012, Aldridge fue el rostro de las marcas, Marc by Marc Jacobs, Valentino y Calvin Klein. Durante la semana de la moda de otoño de 2011, Aldridge abrió cuatro desfiles de moda, lo que la ubicó, en ese momento, en el séptimo lugar en cuanto a la cantidad de apariciones en una semana de moda determinada. A partir de esa fecha ha asistido a casi 200 desfiles de moda, trabajando para diseñadores como Alberta Ferretti, Missoni, Sonia Rykiel, Valentino, Dolce & Gabbana, Marc Jacobs y otros, y ha aparecido en portadas de Harper's Bazaar, L'Express Styles y L'Officiel. Ruby Aldridge es hija de la ex-playmate Laura Lyons y del artista y diseñador gráfico Alan Aldridge, y hermana menor de la modelo Lily Aldridge.

## Primeros años
En parte italiana, Aldridge es hija de la ex playmate de Playboy Laura Lyons y del artista y diseñador gráfico Alan Aldridge. Tiene una hermana mayor, la modelo de moda Lily Aldridge. También tiene dos hermanos, Franco Aldridge (conocido como Franco Evans) y el artista Miles Aldridge. Su hermanastra es la modelo de moda y periodista independiente Saffron Aldridge.